# Južnodravidski jezici
Južnodravidski jezici, jedna od glavnih skupina dravidskih jezika iz Indije. Ukupno obuhvaća (47) jezika, po ranijim klasifikacijama iznosio je 33, pa 34.
Sastoji se od dvije uže skupine tamil-kannada sa (31) jezikom, tulu sa (5) jezika, sedam individualnih jezika kalanadi [wkl], kumbaran [wkb], kunduvadi [wku], kurichiya [kfh], attapady kurumba [pkr], muduga [udg] i pathiya [pty], i (4) nekalsificirana jezika mala malasar [ima], malasar [ymr], thachanadan [thn] i ullatan [ull].